# Comuna Bobrîțea, Kaniv
Bobrîțea (în ucraineană Бобриця) este o comună în raionul Kaniv, regiunea Cerkasî, Ucraina, formată din satele Bobrîțea (reședința) și Studeneț.

## Demografie
Componența lingvistică a comunei Bobrîțea
     Ucraineană (96,06%)
     Rusă (3,55%)
     Alte limbi (0,23%)
Conform recensământului din 2001, majoritatea populației comunei Bobrîțea era vorbitoare de ucraineană (96,06%), existând în minoritate și vorbitori de rusă (3,55%).